# Michelangelo Sulfaro
Michelangelo Sulfaro (Messina, 26 novembre 1946) è un ex calciatore italiano, di ruolo portiere.

## Carriera
Cresciuto nel Messina, Sulfaro si mise in mostra già nelle giovanili della squadra siciliana in qualità di titolare della rappresentativa Primavera che sfiorò il titolo italiano di categoria. Fece parlare di sé ancora qualche anno dopo quando, con la maglia della Sambenedettese, venne eletto miglior giocatore della Serie C subendo 23 gol in 33 partite.

Sulfaro si tuffa nel tentativo di parare il rigore battuto dal romanista Capello, nel derby (1-1) del 1º marzo 1970

Nel 1969 esordì in Serie A nella Lazio in cui rimase per due stagioni, alternandosi tra i pali con il compagno di reparto Rosario Di Vincenzo. Nel luglio del 1971 passò alla Fiorentina. In Toscana rimase esclusivamente in panchina, senza mai disputare un solo incontro, facendo da riserva a Franco Superchi.
Successivamente passò alla Roma dove fece da riserva ad Alberto Ginulfi. In quel periodo fece comunque parte della rappresentativa azzurra che sfiorò la vittoria ai mondiali militari tenutisi a Baghdad nel 1972, battuta in finale dai padroni di casa dell'Iraq.
Acquistato dal L.R. Vicenza, iniziò la stagione 1973-1974 come secondo di Adriano Bardin rilevandolo poi a otto giornate dalla fine del campionato, dando un fattivo apporto alla salvezza della squadra veneta con alcune prestazioni particolarmente positive; tra queste, la vittoria a San Siro (2-1) contro il Milan in cui parò un calcio di rigore a Gianni Rivera.
Dopo un lustro di militanza nelle file biancorosse, concluse la carriera in Serie C2 nel Savona, per poi abbandonare il calcio e intraprendere l'attività di grossista per motivi familiari.

## Palmarès

### Club

#### Competizioni nazionali
- Campionato italiano di Serie B: 2

Messina: 1962-1963
Lanerossi Vicenza: 1976-1977

#### Competizioni internazionali
- Coppa delle Alpi: 1

Lazio: 1971